# Sugluk Island
Sugluk Island är en ö i Kanada.   Den ligger i territoriet Nunavut, i den östra delen av landet, 1 900 km norr om huvudstaden Ottawa. Arean är 3,1 kvadratkilometer.
Terrängen på Sugluk Island är platt. Öns högsta punkt är 116 meter över havet. Den sträcker sig 2,3 kilometer i nord-sydlig riktning, och 2,4 kilometer i öst-västlig riktning.
Trakten runt Sugluk Island består i huvudsak av gräsmarker. Trakten runt Sugluk Island är nära nog obefolkad, med mindre än två invånare per kvadratkilometer.